# Прокуратов Максим Борисович
Макси́м Бори́сович Прокура́тов (1977—2014) — солдат резерву, Міністерство внутрішніх справ України, учасник російсько-української війни.

## Життєпис
Народився 1977 року в місті Запоріжжя. Після закінчення школи здобув професію водія — мав усі категорії.
В квітні 2014-го прийшов до «Самооборони» — захищати Запоріжжя. Два місяці ніс службу на блокпосту зі сторони Нікополя.
Записався добровольцем, старший водій автомобільного відділення взводу матеріально-технічного забезпечення, 2-й батальйон спеціального призначення НГУ «Донбас». В зоні бойових дій з серпня 2014-го.
Після обстрілу 24 серпня цілим лишився лише його «Урал». Возив під мінометним обстрілом по ґрунтовій дорозі набої, провізію. Загинув 26 серпня 2014 року під час артилерійського обстрілу російськими бойовиками Іловайська — доставляв набої своєму підрозділу. Тоді ж полягли Жеков Максим Петрович, Савченко Василь Іванович і Хорольський Антон Петрович; згодом від поранень помер Савчук Андрій Вікторович.
Похований 31 серпня 2014 року у Запоріжжі на Правобережному цвинтарі. Вдома лишилися мама (батько помер, коли Максиму було 4 роки); три сестри і брат.

## Нагороди та вшанування
За особисту мужність і героїзм, виявлені у захисті державного суверенітету та територіальної цілісності України, вірність військовій присязі під час російсько-української війни нагороджений
- орденом «За мужність» III ступеня (27.11.2014, посмертно).
- Його портрет розміщений на меморіалі «Стіна пам'яті полеглих за Україну» у Києві: секція 3, ряд 2, місце 23
- Вшановується 26 серпня на щоденному ранковому церемоніалі вшанування українських захисників, які загинули цього дня у різні роки внаслідок російської збройної агресії[1]
- Іловайський Хрест (посмертно)
- Вулицю Хасанську в місті Запоріжжя перейменовано на вулицю ім. Максима Прокуратова[2]
- в травні 2016 року на будинку, де проживав Максим, відкрили меморіальну дошку на його честь
- в листопаді 2016 року нагороджений орденом «За заслуги перед Запорізьким краєм» III ступеня (посмертно).